# Jung Hyun-joon
Jung Hyun-joon (en hangul, 정현준; RR: Jeong Hyeon-jun; 8 de noviembre de 2011) es un actor y modelo infantil surcoreano.

## Carrera
Es miembro de la agencia T1 Entertainment (티원 엔터테인먼트).
En marzo de 2017 se unió a la serie You Are Too Much, donde interpretó a Yun Ji-hoon, el pequeño hijo de Jung Hae-jin (Shin Da-eun) y Yun Bong-soo (Kim Hyung-bum).
En mayo del mismo año apareeció en la serie Queen for Seven Days, donde dio vida al hijo de Lee Yoong, el Rey Yeonsangun (Lee Dong-gun).
En mayo de 2019 se unió al elenco de la película Parasite, donde interpretó a Park Da-song, el hijo menor de Park Dong-ik (Lee Sun-kyun) y Choe Yeon-kyo (Cho Yeo-jeong).
El 20 de septiembre del 2020 apareció por primera vez en el primer episodio de la serie Vagabond, donde dio vida a Cha Hoon a los seis años, el pequeño sobrino de Cha Dal-gun (Lee Seung-gi). El también actor infantil Moon Woo-jin dio vida a Cha Hoon a los once años.
En noviembre del mismo año se unió al elenco recurrente de la serie Get Revenge, donde interpretó al estudiante Lee Ga-on, el hijo de Kang Hae-ra (Kim Sa-rang).
En mayo de 2021 se unió al elenco recurrnte de la serie Mine, donde dio vida a Han Ha-joon, el hijo de Han Ji-yong (Lee Hyun-wook) e hijo adoptivo de Seo Hee-soo (Lee Bo-young), hasta el final de la serie el 27 de junio del mismo año.

## Filmografía

### Series de televisión
| Año     | Título                         | Personaje                                  | Notas                              | Ref.  |
| ------- | ------------------------------ | ------------------------------------------ | ---------------------------------- | ----- |
| 2017    | Frozen Love                    | Hermano                                    | 2 episodios                        |       |
| 2017    | You Are Too Much               | Yun Ji-hoon                                |                                    |       |
| 2017    | Queen for Seven Days           | Hijo de Lee Yoong, Rey Yeonsangun          |                                    |       |
| 2018    | Through the Waves              | Oh Jung-woo (de pequeño)                   |                                    |       |
| 2019    | The Nokdu Flower               | Baek Yi-hyun (de pequeño)                  |                                    |       |
| 2019    | Moment at Eighteen             | Choi Joon-woo (de pequeño)                 | 4 episodios                        |       |
| 2020    | Vagabond                       | Cha Hoon (6 años)                          | 2 episodios                        |       |
| 2020    | Romantic Doctor, Teacher Kim 2 | Hijo de Lee Dong-woo                       | Ep. 13                             |       |
| 2020    | The King: Eternal Monarch      | Príncipe Lee Gon (de pequeño) / Lee Ji-hun | 4 episodios                        |       |
| 2020-21 | Get Revenge                    | Lee Ga-on                                  |                                    |       |
| 2021    | Sisyphus: The Myth             | Han Tae-sul (de pequeño)                   |                                    |       |
| 2021    | Freak                          | Han Joo-won (de pequeño)                   | 2 episodios - (invitado)           |       |
| 2021    | Mine                           | Han Ha-joon                                |                                    | [ 5 ] |
| 2021    | Voice 4                        | Derek Jo (de pequeño)                      |                                    | [ 6 ] |
| 2021    | Only One Person                | Min Woo-cheon (de pequeño)                 | Ep. 2 - (aparición especial)       |       |
| 2021    | Moonshine                      | Nam-young (de pequeño)                     | 2 episodios - (aparición especial) |       |
| 2023    | Nos vemos en mi 19.ª vida      | Moon Seo-ha de niño                        |                                    | [ 7 ] |
| 2023-24 | Twinkling Watermelon           | Ha Eun-kyul de niño                        |                                    | [ 8 ] |
| 2025    | El palacio embrujado           | Yoon Gap de niño                           |                                    | [ 9 ] |

### Películas
| Año  | Título                       | Personaje    | Notas | Ref.                 |
| ---- | ---------------------------- | ------------ | --- | -------------------- |
| 2019 | Parasite                     | Park Da-song | junto a Choi Woo-shik, Park So-dam, Song Kang-ho, Cho Yeo-jeong, Lee Sun-kyun, Jang Hye-jin y Lee Jung-eun |                      |
| 2020 | Best Friend                  | Ye-jun       | junto a Jung Wo, Oh Dal-su, Kim Hee-won, Kim Byung-chul y Yeom Hye-ran                                     |                      |
| 2022 | Entrega urgente              | Seo-won      | junto a Park So-dam, Song Sae-byeok, Kim Eui-sung, Yeon Woo-jin y Yeom Hye-ran                             | [ 10 ] [ 11 ] [ 12 ] |
| 2025 | The Old Woman with the Knife |              | junto a Lee Hye-young, Kim Sung-cheol y Yeon Woo-jin                                                       | [ 9 ]                |

### Programas
| Año  | Título                              | Notas |
| ---- | ----------------------------------- | ----- |
| 2015 | TV유치원 '뭘까 뭘까?                |       |
| 2016 | 내 동생은 0살 '이탈리아','베트남'편 |       |

### Anuncios
| Año  | Título                                                              | Notas |
| ---- | ------------------------------------------------------------------- | ----- |
| 2016 | House Hanseong Phil (한성 필하우스)                                 |       |
| 2017 | Talent Education - "Pensando en Pizza" (재능교육 - "생각하는 피자") |       |
| 2017 | Yeolin Hanbok (예닮한복)                                            |       |
| 2018 | LG V30S Thinking (LG V30S 씽큐)                                     |       |

## Premios y nominaciones
| Año  | Premios                        | Categoría                                             | Trabajo  | Resultado |
| ---- | ------------------------------ | ----------------------------------------------------- | -------- | --------- |
| 2020 | 2020 Gold Derby Award          | Best Ensemble                                         | Parasite | Ganaron   |
| 2020 | 26th Screen Actors Guild Award | Outstanding Performance by a Cast in a Motion Picture | Parasite | Ganaron   |